# Ust-Bol'sheretsky (huyện)
Huyện Ust-Bol'sheretsky (tiếng Nga: ? райо́н) là một huyện hành chính tự quản (raion), của Vùng Kamchatka, Nga. Huyện có diện tích 20711 km², dân số thời điểm ngày 1 tháng 1 năm 2000 là 10700 người. Trung tâm của huyện đóng ở Ust-Bolsheretsk.